# 查克·谢尔
查克·謝尔（英語：Chuck Share，1927年3月14日—2012年6月7日），生于俄亥俄州亚克朗，美國职业籃球員。他是NBA歷史上第一位選秀狀元（之前为BAA）。

## NBA生涯
谢尔在1950年被波士顿凯尔特人队在第一轮第一顺位选中，但是没有为凯尔特人队打过一场比赛，他的职业生涯开始于滑鐵盧老鷹隊，总共效力了NBA9个赛季，此后来效力过密尔沃基／圣路易斯老鹰队和明尼阿波利斯湖人队。
他在9个赛季的职业生涯中总共出场596次，取得场均8.3分、8.4个篮板和1.4次助攻。